# Молдавија на Европском првенству у атлетици на отвореном 2014.
Молдавија је учествовала на Европском првенству у атлетици на отвореном 2014. одржаном у Цириху од 12. до 17. августа. Ово је седмо европско првенство у атлетици на отвореном на којем је Молдавија учествовала. Репрезентацију Молдавије представљало је двоје спортиста који су се такмичили у 2 дисциплине.
На овом првенству представници Молдавије нису освојили ниједну медаљу нити су остварили неки резултат.

## Учесници
Мушкарци:
- Алексеј Кравченко — 400 м препоне
- Сергеј Маргијев — Бацање кладива

## Резултати

### Мушкарци
| Атлетичар         | Дисциплина     | Лични рекорд | Квалификације | Квалификације | Полуфинале           | Полуфинале           | Финале               | Финале      | Детаљи |
| Атлетичар         | Дисциплина     | Лични рекорд | Резултат      | Место         | Резултат             | Место                | Резултат             | Место       | Детаљи |
| ----------------- | -------------- | ------------ | ------------- | ------------- | -------------------- | -------------------- | -------------------- | ----------- | ------ |
| Алексеј Кравченко | 400 м препоне  | 50,82        | 55,66         | 7. у гр. 4    | Није се квалификовао | Није се квалификовао | Није се квалификовао | ДИСКa       |        |
| Сергеј Маргијев   | Бацање кладива | 78,27 НР     | 76,25 КВ      | 2. у гр. Б    |                      |                      | 75,18                | 9 / 21 (22) |        |

a  Алексеј Кравченко је дисквалификован због позитивног допинг теста узетог после трке, а суспендован од учешћа у такмичењима до 26. августа 2016..